# James Stanley Hey
James Stanley Hey (Nelson (Lancashire), 3 mei 1909 – 27 februari 2000) was een Engels natuurkundige en radioastronoom. Met het doelgericht toepassen van de radartechnologie voor astronomisch onderzoek, lag hij aan de basis van de ontwikkeling van de radioastronomie. Hij ontdekte dat de zon radiogolven uitstraalde en lokaliseerde voor het eerst een extragalactische radiobron in het sterrenbeeld Cygnus.

## Biografie
Hey werd geboren als derde zoon van een katoenfabrikant, destijds de voornaamste industrie in Lancashire. Hij studeerde fysica aan de universiteit van Manchester en behaalde de graad van master in röntgendiffractie in 1931. Van 1940 tot 1952 werkte hij voor een onderzoeksgroep van het Britse leger (Army Operational Research Group), waarover hij de drie laatste jaren de leiding kreeg. Vervolgens werkte hij als onderzoeker aan het Royal Radar Establishment in Malvern, waar hij zijn radioastronomische waarnemingen verderzette. Van 1966 tot aan zijn pensionering in 1969 was hij er hoofd van de onderzoeksafdeling.
Na zijn pensionering woonde hij in Sussex waar hij enkele populariserende werken over astronomie schreef.

## Ontdekkingen

### Radio-emissies van de zon
In de ochtenden van 27 en 28 februari 1942, midden in de Tweede Wereldoorlog, werden alle Britse radars die waren opgesteld om vijandige vliegtuigen tijdig te kunnen onderscheppen, verstoord door ernstige radioruis. Natuurlijk veronderstelde men dat een actie van de vijand de oorzaak was. Hey, die toen verantwoordelijk was voor het onderhouden van het radarnetwerk, onderzocht hoe de Duitsers dergelijke krachtige radiosignalen konden produceren. Hij constateerde echter dat de schommelingen in de intensiteit van de storingen verband hielden met de positie van de waarnemingsposten ten opzichte van de zon en leidde hieruit af dat de signalen van de zon afkomstig waren. De straling bleek 100 000 keren krachtiger dan verwacht en voort te komen uit de grote zonnevlekkenactiviteit en samen te vallen met explosies van krachtige zonnevlammen. Voor het eerst werd ontdekt dat de zon radiogolven uitzond en dit was vermoedelijk ook het geval voor sterren in het algemeen. Het rapport werd geheimgehouden tot na de oorlog.

### Radarastronomie
In oktober 1944 begon Hey zijn onderzoek naar de radarecho’s van meteoren. Het Duitse leger was in september met een V2-bombardement begonnen op Londen. Deze raketten zorgden voor sterke echo’s op de radar vanwege de verstoringen die ze veroorzaakten in de ionosfeer. Het leger trachtte die radar-reflecties te detecteren zodat nog tijdig alarm kon gegeven worden aan de bevolking. Vaak werd echter alarm afgegeven zonder dat er raketten in de lucht waren. Hey kreeg de opdracht om deze valse waarschuwingen te onderzoeken en vermoedde dat ze voortkwamen uit de ionosfeer en in verband stonden met meteoren. 
In de jaren dertig geraakten onderzoekers van de ionosfeer al geïnteresseerd in meteoren, nadat de hypothese was geopperd dat het spoor van elektronen en ionen dat achtergelaten wordt door vallende meteoren abnormale ionisatie veroorzaakte in de E-laag van de ionosfeer. Dergelijke kortdurende echo’s waren onder meer opgemerkt als een van de kenmerken van de Leoniden meteorenzwerm in 1931 en tijdens het tweede Internationaal Polair Jaar 1932-33 werd vastgesteld dat ze veelvuldig voorkwamen. Het team van Hey onderzocht onder meer de Quadrantidenzwerm in januari en de Lyridenzwerm in april, konden deze nu voor het eerst ook overdag waarnemen en de radiant bepalen. Het team bevestigde dat de meeste radarecho’s inderdaad van meteoren afkomstig waren.
Na de Tweede Wereldoorlog werd de radar hierdoor een nieuw instrument in het astronomisch onderzoek. Toen de Draconiden (ook Giacobiniden genoemd) zoals verwacht terugkeerden op 9-10 oktober 1946, werd dan ook voor de eerste keer in Europa en de Verenigde Staten niet enkel met visuele, fotografische of spectrografische instrumenten uitgekeken naar dit evenement. Alles werd in gereedheid gebracht om ook radarobservaties te verrichten. De aarde zou de baan van de komeet slechts 15 dagen na de komeet passeren. Hey, Stewart en John Parsons stelden vast dat de Draconiden tegen een gemiddelde snelheid van 22,9 kilometer per seconde reisden, de eerste snelheidsmetingen van meteoren ooit verricht door radar.

### Cygnus A
Hey was ook de eerste om een afzonderlijke radiobron te ontdekken. Na de oorlog kreeg Hey door het leger afgedankte mobiele radarapparatuur ter beschikking waarmee hij met Bernard Lovell een programma opstartte om radioastronomische waarnemingen te doen. Hey wilde de galactische radiostraling bestuderen die door Karl Jansky was ontdekt in 1932 en waaraan tot dan enkel door de Amerikaanse astronoom Grote Reber was verder gewerkt. Tijdens zijn onderzoek in de jaren 1946-1948 ontdekte Hey samen met Parsons en Phillips in een specifieke nauwe regio in de Melkweg in de richting van het sterrenbeeld de Zwaan variaties in intensiteit. Hij kon de bron slechts herleiden tot minder dan 2° in doormeter, maar uit de fluctuaties wel besluiten dat het om een afzonderlijke radiobron ging met een in principe veel preciezer te bepalen positie.  Deze radiobron werd later bekend onder de naam Cygnus A. Martin Ryle kon de radiobron precies genoeg lokaliseren zodat Walter Baade in 1954 ook het optisch signaal kon detecteren dat overeenstemde met deze radiobron. Deze ontdekking van Hey legde een heel nieuw studieterrein open voor de astronomie.

## Onderscheidingen
- 1959 – Eddington Medal
- Fellow of the Royal Society
- 1977 – eredoctor van de Universiteit van Kent

## Werken
- J.S.Hey, Solar Radiations in the 4–6 meter Radio Wavelength Band, Nature 157, 47, 1946.
- J. S. Hey en  G. S. Stewart, Derivation of Meteor Stream Radiants by Radio Reflexion Methods, Nature 158, 481-482, 1946.
- Hey, J. S. en Stewart, G. S., Radar observations of meteors, Proc. Phys. Soc., 59, 858–883, 1947.
- Hey, J. S., Parsons, S. J., en Stewart, G. S., Radio observations of the Giacobinid Meteor shower, 1946, Mon. Not. R. Astr. Soc., 107, 176–183, 1947.

### Populair-wetenschappelijke boeken
- The Radio Universe, eerste uitgave 1971
- Evolution of Radio Astronomy, in de serie "Histories of Science", 1972